# Raffaele Marchione
Raffaele Marchione es un deportista italiano que compitió en taekwondo. Ganó una medalla en el Campeonato Mundial de Taekwondo de 1982 y tres medallas en el Campeonato Europeo de Taekwondo entre los años 1980 y 1984.

## Palmarés internacional
| Campeonato Mundial | Campeonato Mundial     | Campeonato Mundial | Campeonato Mundial |
| Año                | Lugar                  | Medalla            | Categoría          |
| ------------------ | ---------------------- | ------------------ | ------------------ |
| 1982               | Guayaquil (Ecuador)    | Medalla de bronce  | –60 kg             |
| Campeonato Europeo |                        |                    |                    |
| Año                | Lugar                  | Medalla            | Categoría          |
| 1980               | Copenhague (Dinamarca) | Medalla de oro     | –60 kg             |
| 1982               | Roma (Italia)          | Medalla de plata   | –60 kg             |
| 1984               | Stuttgart (RFA)        | Medalla de oro     | –60 kg             |